# Qingfengparken
Qingfengparken eller Qingfeng Gongyuan (kinesiska: 庆丰公园) är en park i Peking i Kina.. Qingfengparken ligger vid östra Tredje ringvägen söder om Guomao längs södra stranden av Tonghuifloden.
Qingfeng Gongyuan ligger 41 meter över havet. Terrängen runt Qingfeng Gongyuan är mycket platt. Runt Qingfeng Gongyuan är det tätbefolkat, med 790 invånare per kvadratkilometer. Närmaste större samhälle är Peking, 5,2 km väster om Qingfeng Gongyuan. Runt Qingfeng Gongyuan är det i huvudsak tätbebyggt.
Inlandsklimat råder i trakten. Årsmedeltemperaturen i trakten är 15 °C. Den varmaste månaden är juli, då medeltemperaturen är 29 °C, och den kallaste är december, med −2 °C. Genomsnittlig årsnederbörd är 711 millimeter. Den regnigaste månaden är juli, med i genomsnitt 222 mm nederbörd, och den torraste är januari, med 2 mm nederbörd.
| Pekings tunnelbana |          |               |
|                    | Linje 1  | Guomao (国贸) |
|                    | Linje 10 | Guomao (国贸) |